# 岡田史乃
岡田 史乃（おかだ しの、1940年5月10日 - 2019年3月23日）は、神奈川県横浜市出身の俳人。
大野林火に師事をしていた母、笹尾操の影響で、1973年から1年間野澤節子の「蘭」に投句したのち、夫である 岡田隆彦の紹介で安東次男に師事。1978年、岸田稚魚の「琅玕」にも参加。1979年、川崎展宏「貂」創刊同人。1984年、「篠」（すず）創刊・主宰。2016年、第四句集『ピカソの壺』により第12回日本詩歌句大賞・東京四季出版社賞を受賞。同じく『ピカソの壺』で2017年文學の森賞準大賞受賞。俳人協会、日本ペンクラブ、日本文藝家協会、三田文学会員。「晨」同人。
2019年3月23日、がんのため埼玉県朝霞市の病院で死去。78歳没。
俳人の辻村麻乃は長女で、「篠」主宰を務める。

## 著書
- 『浮いてこい』手帖舎、1983年
- 『彌勒』牧羊社、1987年
- 『ぽつぺん』角川書店、1998年
- 『ピカソの壺』文學の森、2015年